# Christ Church Vienna

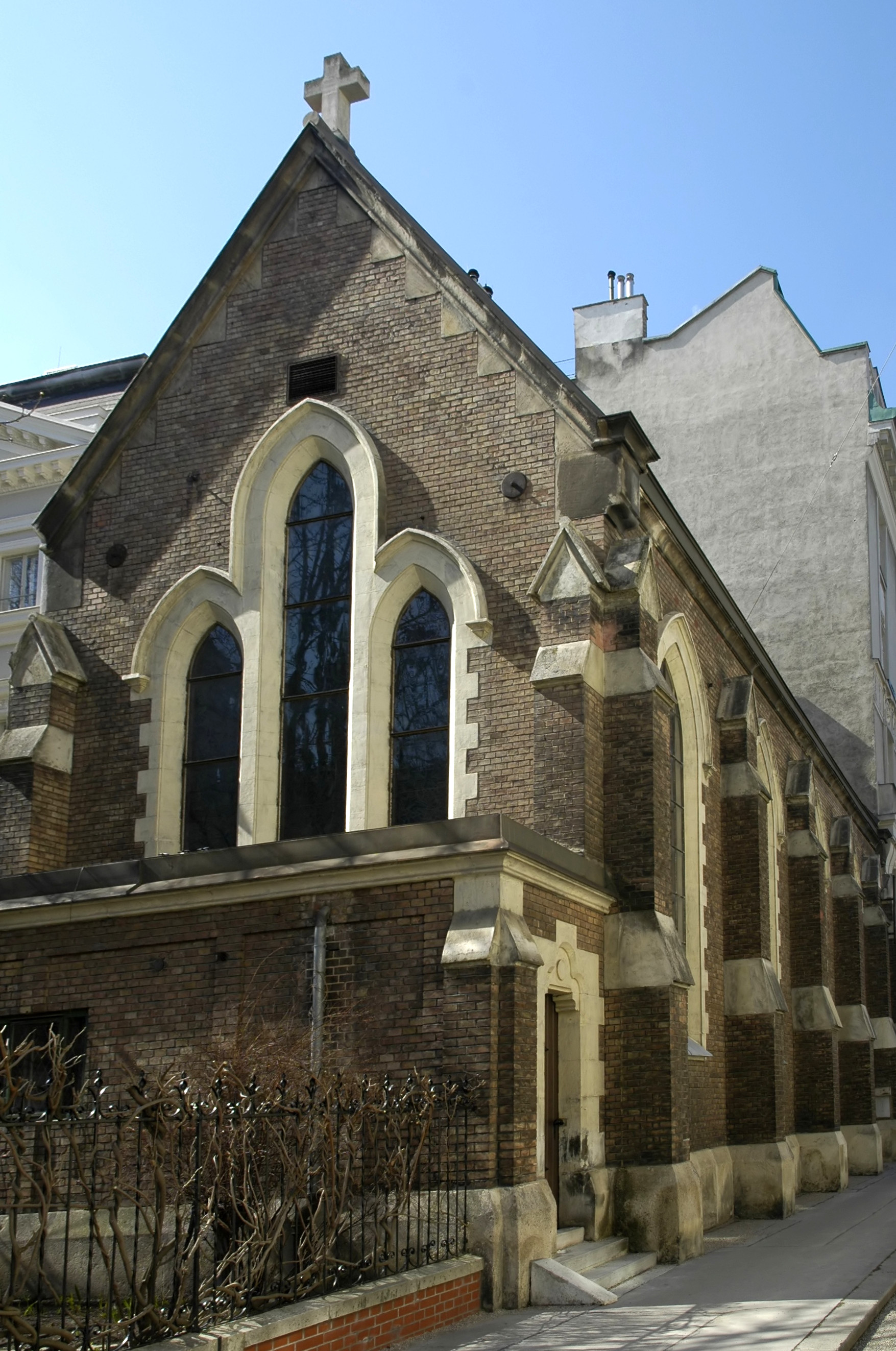
Christ Church Vienna

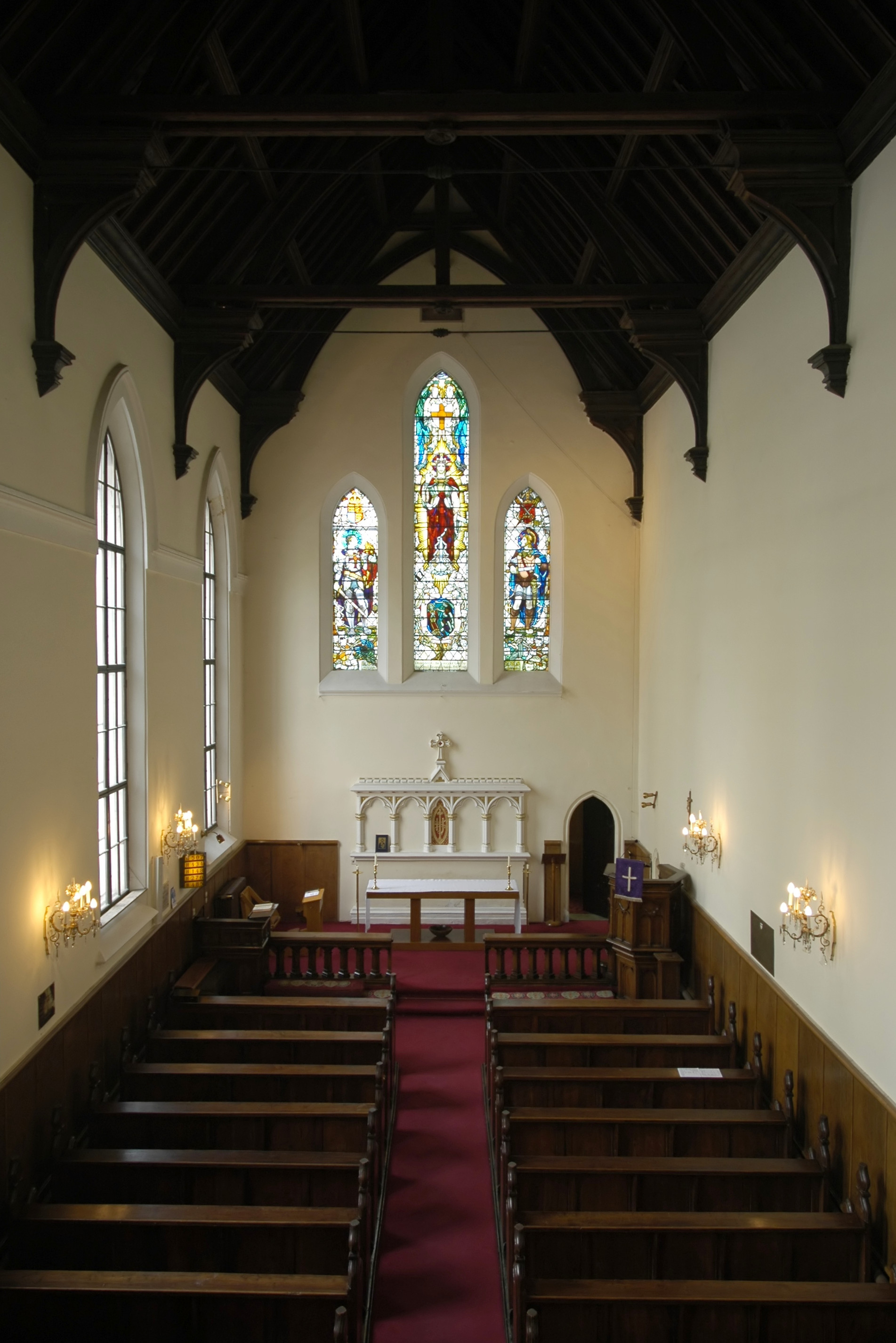
Das Kircheninnere

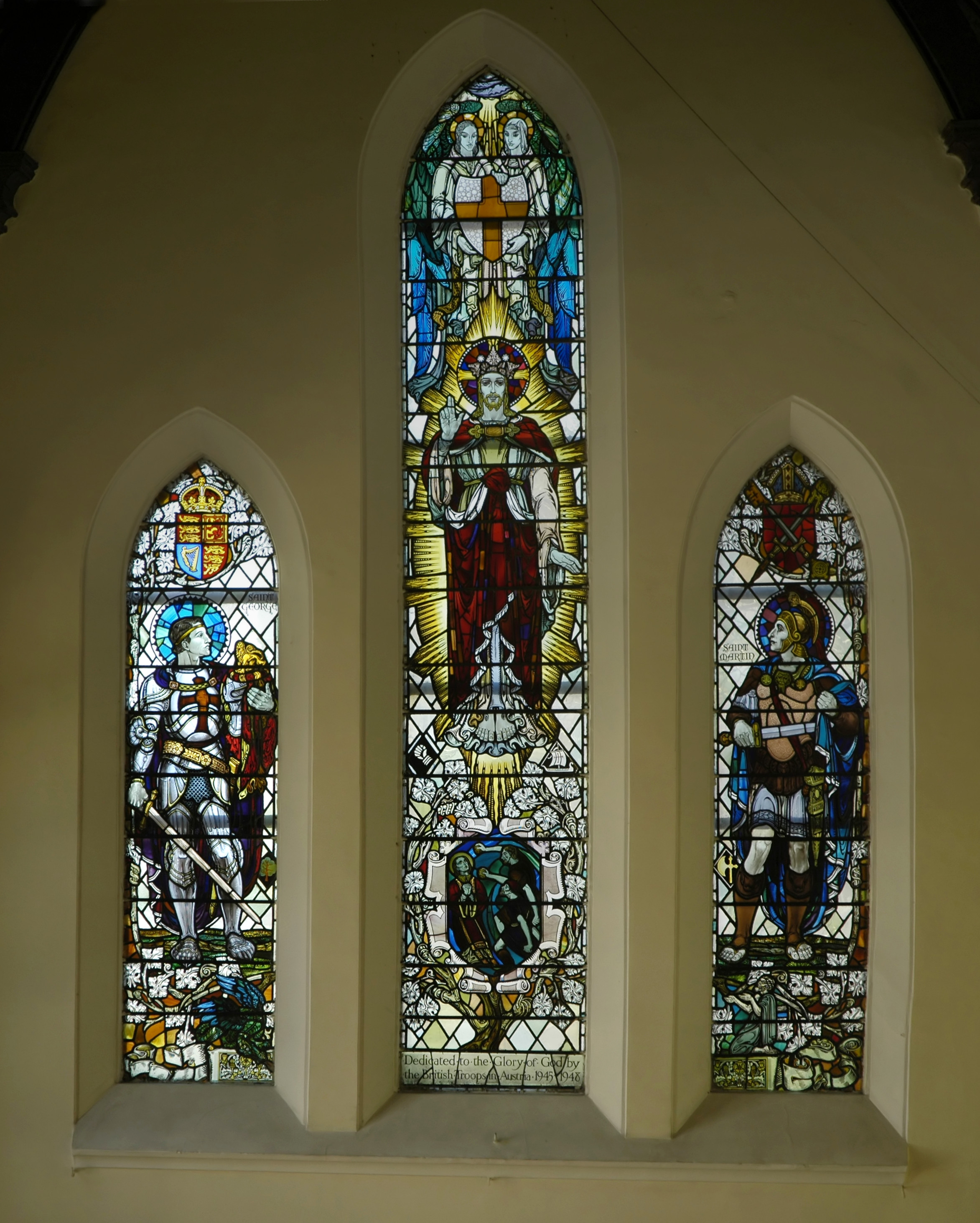
Das Ostfenster

Die Christ Church Vienna (auch: Anglikanische Kirche) ist eine anglikanische Kirche in der Jaurèsgasse 17–19 im 3. Wiener Gemeindebezirk Landstraße, nahe dem Rennweg. Sie wurde im Stil der Neogotik nach Plänen von Viktor Rumpelmayer als Botschaftskirche auf einem Grundstück der britischen Botschaft in Wien erbaut und am 11. Juni 1887 eingeweiht.

## Die Gemeinde
Die Christ Church Vienna, die gleichzeitig für die Gemeinden in Klagenfurt, Ljubljana (Slowenien), Zagreb (Kroatien) und Bratislava (Slowakei) zuständig ist, zeichnet sich durch eine generationsübergreifende, multi-ethnische Zusammensetzung aus, die Anglikanern aus aller Welt offensteht. Sie gehört zur Diözese in Europa der Church of England.
Der derzeitige Chaplain ist Canon Patrick Curran, der von Reverend Mike Waltner und Reverend Robert Kinney unterstützt wird. Die Kirche unterhält einen Second-Hand-Shop (Christ Church Shop) in der Salesianergasse 20.

## Das Kircheninnere
Das Marmorrelief in der Mitte der Südwand erinnert an Königin Victoria. Es wurde nach ihrem Tode im Jahr 1901 angefertigt und stellt eine frühe Arbeit von Anton Hanak dar, der unter anderem für seine Skulpturen an den Fassaden von Wiener Gemeindebauten aus den 1920er Jahren bekannt ist.
Die heutige Orgel stammt vom Orgelbauer Létourneau aus Québec und ersetzte die Originalorgel von 1897. Die neue Orgel konnte 1987 installiert werden, nachdem die Kirchengemeinde die Summe von 2 Millionen Schilling aufgebracht hatte. Sie verfügt über 10 Register auf zwei Manualen und Pedal.

### Das Ostfenster
Die ursprünglichen Kirchenfenster wurden gegen Ende des Zweiten Weltkrieges zerstört. Darunter befand sich auch das Ostfenster, das 1897 zu Ehren des diamantenen Thron-Jubiläums von Königin Victoria geschaffen wurde und Christus als den Guten Hirten zeigte. Das heutige Ostfenster wurde von Frederick W. Cole entworfen, der während des Krieges als Captain der Royal Engineers diente und gleichzeitig ein Mitglied der Royal Society of Arts und der British Society of Master Glass Painters war. Darüber hinaus war er Chefdesigner für die bekannte Westminster Glasfensterfirma William Morris and Co., die auch die Fenster ausführte.